# Sven Felding
Sven Felding (født 4. juli 1944) er en dansk arkitekt og fra 2000-2012 rektor for Kunstakademiets Arkitektskole.
Han var tidligere overarkitekt hos DSB og arkitekt hos arkitektfirmaet Vilhelm Lauritzen, hvor han blandt andet stod for Shells store motorvejsanlæg.
Felding blev første gang valgt til rektor for Kunstakademiets Arkitektskole i 2000 og genvalgt som rektor for tredje gang i 2008. 2004 blev han Ridder af Dannebrog og 11. november 2011 Ridder af 1. grad.
|  | Artiklen om Sven Felding kan blive bedre, hvis der indsættes et (bedre) billede Du kan hjælpe ved at afsøge Wikimedia Commons for et passende billede eller uploade et godt billede til Wikimedia Commons iht. de tilladte licenser og indsætte det i artiklen. |